# Bylica skalna
Bylica skalna (Artemisia eriantha Ten.) – gatunek z rodziny astrowatych (Asteraceae). Występuje w górach Europy. 

## Rozmieszczenie geograficzne
Występuje w górach Europy (Alpy, Apeniny, Pireneje, Karpaty, góry Półwyspu Bałkańskiego). W Polsce występuje wyłącznie w Tatrach i jest bardzo rzadka. Potwierdzono występowanie tego gatunku na 4 stanowiskach w Tatrach Zachodnich (Tomanowe Stoły, Baniste, Ciemniak, Piekło) i 7 stanowiskach w Tatrach Wysokich (Niżnie Rysy, nad Morskim Okiem, Mięguszowieckie Szczyty, Dolinka pod Kołem, pod Zadnim Mnichem, Mała Galeria Cubryńska, Cubryna). Najwyżej z nich położone jest stanowisko pod Zadnim Mnichem (2150 m).

## Morfologia

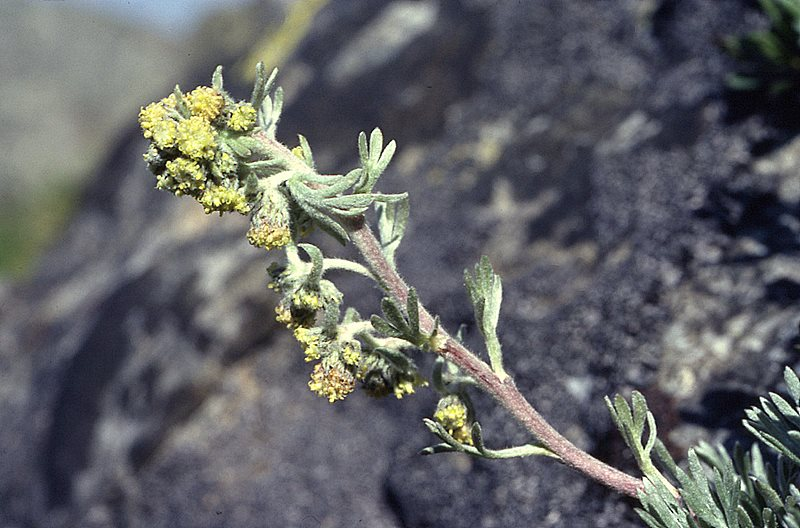
Pokrój

ŁodygaPojedyncza, rozgałęziona, cała pokryta jedwabistofilcowatymi włoskami. Osiąga wysokość do 20 cm. Pod ziemią występuje krótkie, grube i rozgałęzione kłącze.
LiścieDolne trójkątne, trójdzielne; odcinki trójłatkowe, zaostrzone, o szerokości 1-2 mm. Górne liście są całobrzegie lub 3-zębne. Wszystkie, podobnie jak łodyga są gęsto jedwabistofilcowate.
KwiatyW kulistawych koszyczkach tworzących grono. Koszyczki o średnicy ok. 5 mm rozwijają się na szypułkach o długości do 4 mm zwykle wzniesionych do góry. Okrywy koszyczków wełnisto owłosione i ciemno obrzeżone. Kwiaty w koszyczku żółte, rurkowate, zewnętrzne żeńskie, środkowe obupłciowe.

## Biologia i ekologia
Bylina, chamefit, oreofit o silnym zapachu. Rośnie w szczelinach skalnych, zwłaszcza w piętrze alpejskim. Kwitnie od sierpnia do września. Liczba chromosomów 2n=18, 36. Gatunek charakterystyczny zespołu Drabo-Artemisietum.

## Zagrożenia i ochrona
Kategorie zagrożenia gatunku:
- Kategoria zagrożenia w Polsce według Czerwonej listy roślin i grzybów Polski (2006, 2016)[10][11]: VU (narażony na wyginięcie).
- Kategoria zagrożenia w Polsce według Polskiej czerwonej księgi roślin: 2001: LR (ang. low risk, gatunki niskiego ryzyka); 2014: VU (ang. vulnerable, narażone)[12].

Wszystkie naturalne stanowiska bylicy skalnej w Polsce znajdują się na ściśle chronionych obszarach Tatrzańskiego Parku Narodowego. Gatunek ten uprawiany jest w Ogrodzie Botanicznym PAN w Zakopanem. 